# Steinhof SO
| SO ist das Kürzel für den Kanton Solothurn in der Schweiz. Es wird verwendet, um Verwechslungen mit anderen Einträgen des Namens Steinhof zu vermeiden. |

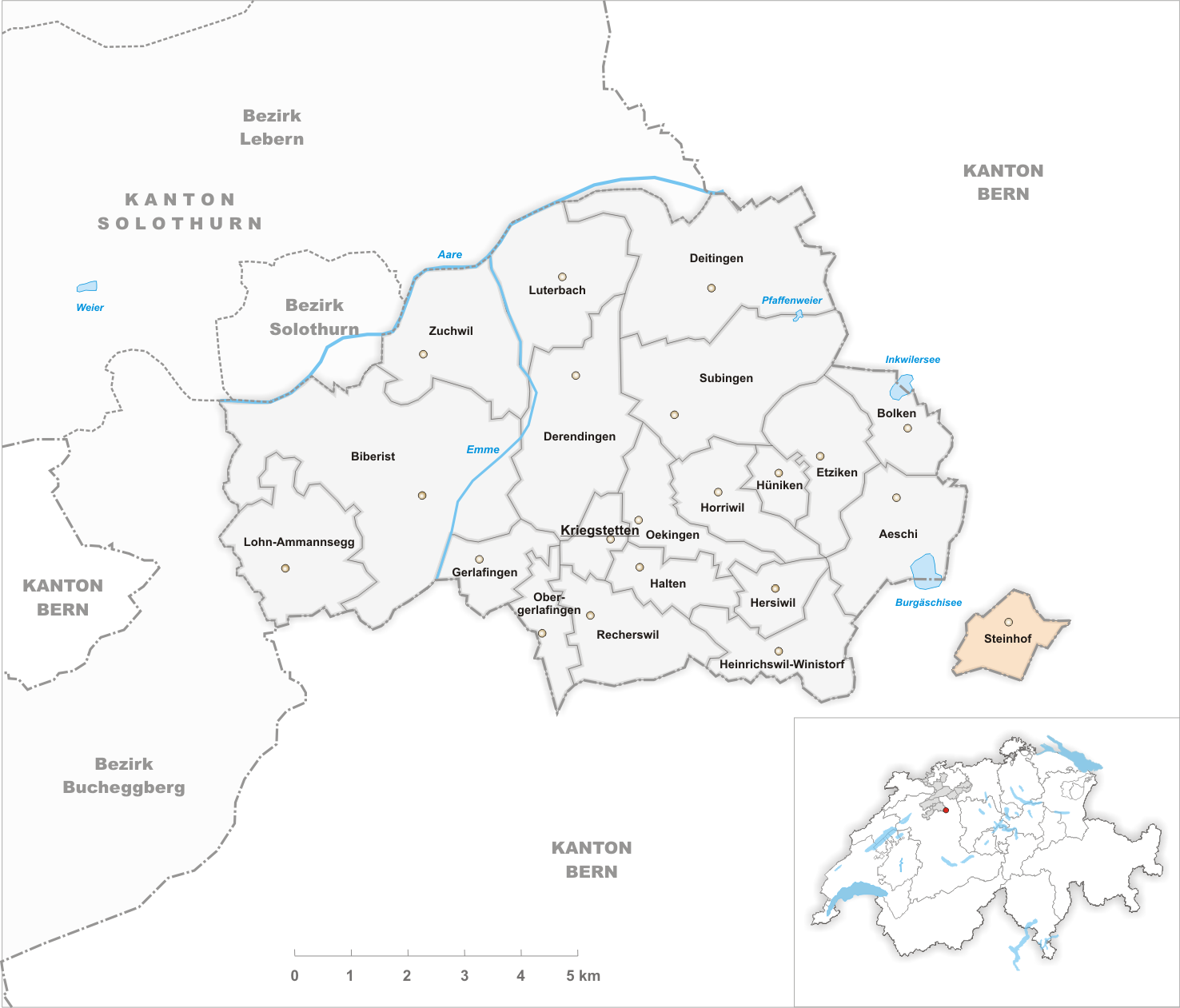
Gemeindestand vor der Fusion am 1. Januar 2012

Steinhof war bis zum 31. Dezember 2011 eine politische Gemeinde im Bezirk Wasseramt des Kantons Solothurn in der Schweiz. Die Ortschaft fusionierte auf den 1. Januar 2012 mit der Gemeinde Aeschi.
Die Siedlung Steinhof bildet eine Exklave des Kantons Solothurn und ist vollständig vom Gebiet des Kantons Bern umgeben.

## Geographie
Steinhof liegt auf 562 m ü. M., vier Kilometer südlich von Herzogenbuchsee und 13 Kilometer ostsüdöstlich des Kantonshauptorts Solothurn (Luftlinie). Das Bauerndorf erstreckt sich an aussichtsreicher Lage auf der Nordabdachung eines Hügels zwischen dem Burgäschisee und dem mittleren Önztal, das zum Oberaargau gehört.
Das 1,6 km² grosse Gemeindegebiet umfasst einen Abschnitt der Moränenlandschaft im äusseren Wasseramt, die der eiszeitliche Rhonegletscher geformt hat. Der Hügel von Steinhof gipfelt auf 595 m ü. M. (höchste Erhebung der Gemeinde). Im Westen reicht der Gemeindebann in das Moosmattentäli, im Norden bis in das Neuholz, ein Waldgebiet am Abhang des Hügels. Nach Osten erstreckt sich die Gemeinde bis in die hier rund 600 m breite Talebene der Önz. Diese fliesst in ihrem mittleren Abschnitt in einem Tal, das lange Zeit am Rand des eiszeitlichen Rhonegletschers lag und als seitliche Schmelzwasserrinne auch für den Abfluss von Aare und Emme diente.

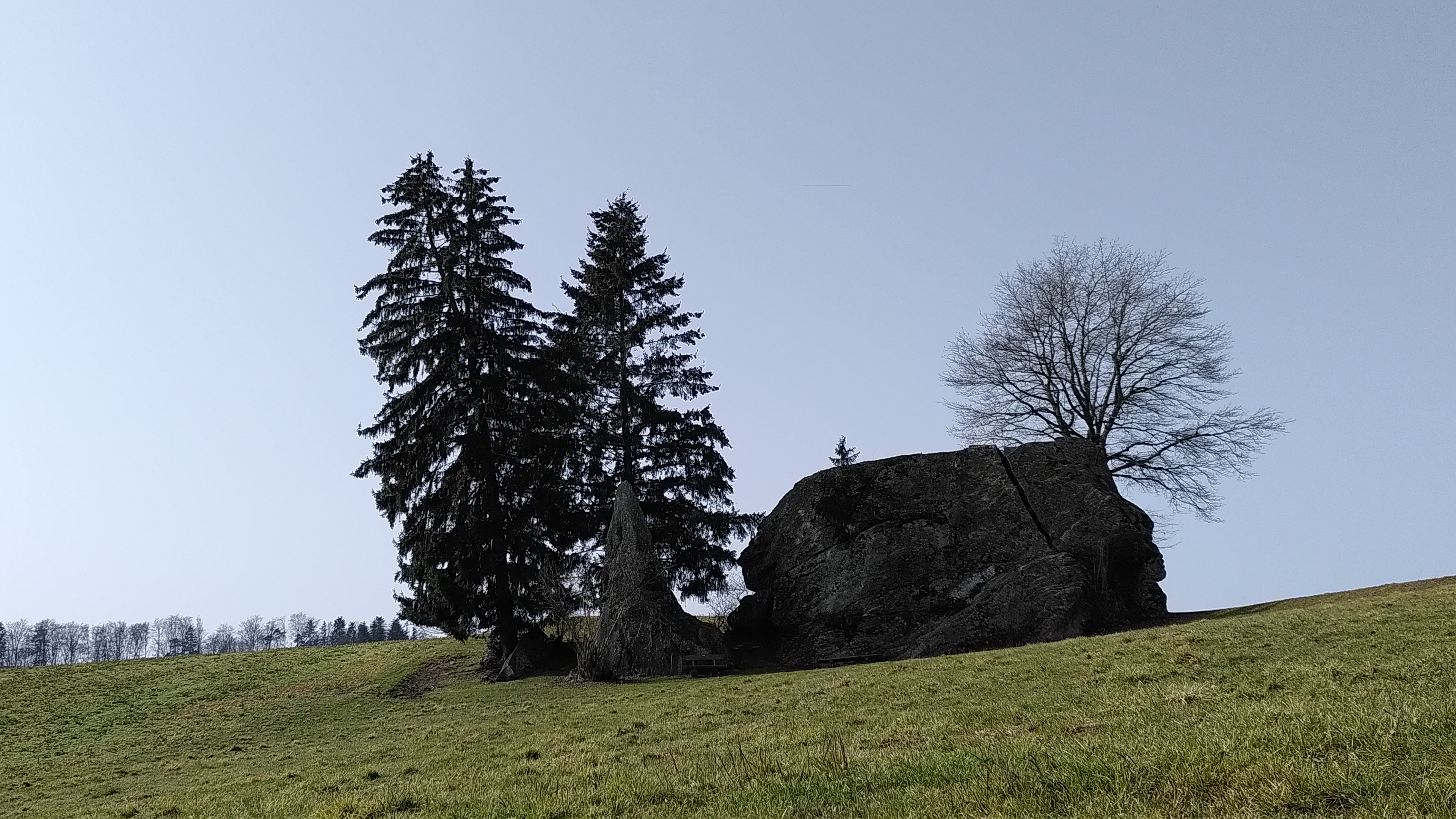
Der Findling Grosse Fluh

Kennzeichnend und namengebend für Steinhof sind rund 24 erratische Blöcke unterschiedlicher Grösse, die heute noch auf dem Gebiet der Gemeinde liegen. Die aus dem Wallis und den Voralpen stammenden Steine wurden vom Rhonegletscher hierher verfrachtet. Der grösste Findling des Kantons Solothurn ist mit einem Volumen von 1200 m³ die Grosse Fluh aus Arkesine-Gneis, der im Walliser Val de Bagnes vorkommt. Viele weitere Blöcke dienten bis im 19. Jahrhundert als Baumaterial, bevor die restlichen unter Schutz gestellt wurden.
Von der Gemeindefläche entfielen 1997 4 % auf Siedlungen, 29 % auf Wald und Gehölze, 65 % auf Landwirtschaft und etwas weniger als 1 % war unproduktives Land.
Zu Steinhof gehören neben der Dorfsiedlung einige Einzelhöfe.

## Bevölkerung
Mit 142 Einwohnern (Stand 31. Dezember 2011) gehörte Steinhof zu den kleinsten Gemeinden des Kantons Solothurn. Von den Bewohnern sind 99,3 % deutschsprachig, und 0,7 % sprechen Französisch (Stand 2000). Die Bevölkerungszahl von Steinhof belief sich 1850 auf 150 Einwohner, 1900 auf 137 Einwohner. Im Verlauf des 20. Jahrhunderts nahm die Bevölkerungszahl durch starke Abwanderung bis 1980 um über 35 % auf 87 Personen ab. Seither wurde wieder ein deutliches Bevölkerungswachstum verzeichnet.

## Wirtschaft
Steinhof war bis in die zweite Hälfte des 20. Jahrhunderts ein vorwiegend durch die Landwirtschaft geprägtes Dorf. Noch heute haben der Ackerbau und der Obstbau sowie die Viehzucht einen wichtigen Stellenwert in der Erwerbsstruktur der Bevölkerung. Einige weitere Arbeitsplätze sind im lokalen Kleingewerbe und im Dienstleistungssektor vorhanden. In den letzten Jahrzehnten hat sich das Dorf dank seiner attraktiven Lage auch zu einer Wohngemeinde entwickelt. Viele Erwerbstätige sind deshalb Wegpendler, die hauptsächlich in den Regionen Herzogenbuchsee und Langenthal sowie im Raum Solothurn arbeiten.

## Verkehr
Die Gemeinde liegt abseits der grösseren Durchgangsstrassen; die Hauptzufahrt erfolgt von Herzogenbuchsee. Durch die Buslinie der BSU, welche die Strecke von Kriegstetten nach Steinhof bedient, ist das Dorf an das Netz des öffentlichen Verkehrs angeschlossen.

## Geschichte
Die erste urkundliche Erwähnung des Ortes erfolgte 1201 unter dem Namen de Steine. Von 1798 ist die Bezeichnung Steinäschi und erst seit 1884 Steinhof überliefert. Steinhof unterstand im Mittelalter der Herrschaft Aeschi, später den kyburgischen Dienstmannen von Stein. 1466 kam das Dorf an die Stadt Solothurn und wurde der Vogtei Kriegstetten zugeteilt. Erst mit dem Wyniger Vertrag ging 1665 auch die hohe Gerichtsbarkeit von Bern an Solothurn über. Nach dem Zusammenbruch des Ancien Régime (1798) gehörte Steinhof während der Helvetik zum Distrikt Biberist und ab 1803 zum Bezirk Kriegstetten, der 1988 offiziell in Bezirk Wasseramt umbenannt wurde.

## Persönlichkeiten
- Otto Widmer (1855–1932), Pfarrer in Gretzenbach und Begründer des Kinderheims in Grenchen (heute: Sonderpädagogisches Zentrum)

## Sehenswürdigkeiten

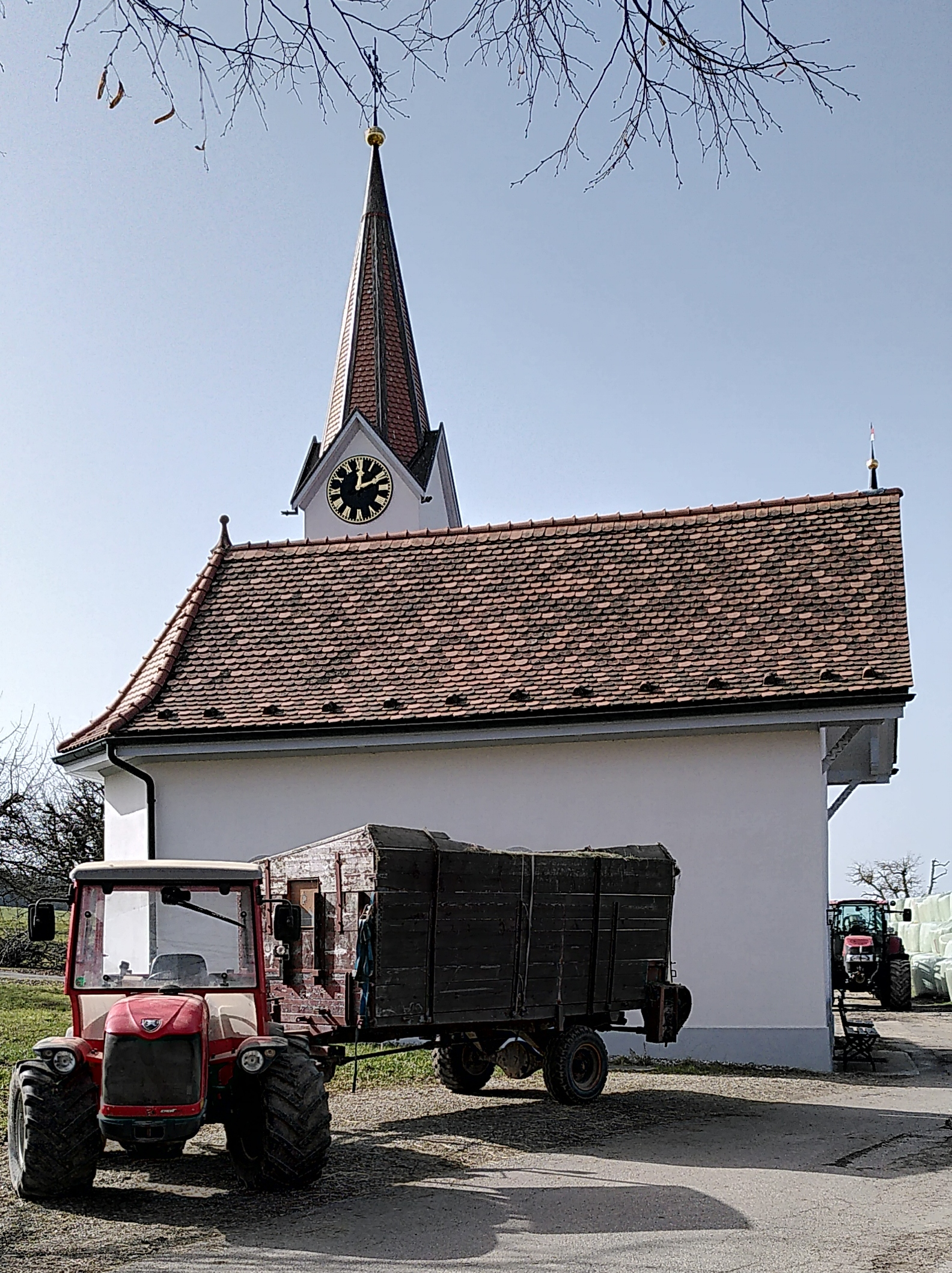
Marienkapelle

Die Muttergotteskapelle am südlichen Dorfrand wurde 1720 erbaut und 1970 letztmals restauriert. Steinhof gehört zur Pfarrei Aeschi (SO). Auf der Höhe südlich des Dorfes befindet sich der Findling Grosse Fluh.

## Wappen
Blasonierung
In Gelb auf grünem Dreiberg schwarzer rechtssteigender Steinbock